# L'Art érotique
L'Art érotique est une émission de télévision documentaire québécoise en cinq épisodes de 45 minutes animée par Anik Magny et diffusée à partir du 6 janvier 2016 sur ICI ARTV. Ayant notamment été produite avec la participation du Fonds Québecor, l'émission a inspiré en marge une exposition d'art intitulée « L'art érotique s'expose », qui a rassemblé dix artistes contemporains, dont Yann Perreau et Kim Thúy.

## Synopsis
L'Art érotique, qui a été tournée dans une douzaine de pays, explore les différentes facettes de l'érotisme avec des artistes contemporains qui mettent en lumière leur vision conceptuelle et appliquée. En cinq épisodes, la série tente d'analyser les manières dont l'attrait pour le corps humain et sa sensualité se font de puissants moteurs de création artistique.

## Épisodes
Chaque épisode invite le téléspectateur à s'intéresser à une facette particulière de l'art érotique :
1. Désirs secrets
2. Éros au futur
3. Éros et Thanatos
4. Ode à la beauté
5. Jeux jouissifs